# Cartes (Loir)
Cartes (Pluraletantum) ist ein kleiner Fluss in Frankreich, der in der Region Pays de la Loire verläuft. Er entspringt beim Weiler Les Mauneries im nordöstlichen Gemeindegebiet von Baugé-en-Anjou, entwässert generell Richtung Nordost und mündet nach rund 19 Kilometern im Gemeindegebiet von Thorée-les-Pins als linker Nebenfluss in den Loir. Auf seinem Weg durchquert der Cartes die Départements Maine-et-Loire und Sarthe.

## Orte am Fluss
(Reihenfolge in Fließrichtung)
- Les Mauneries, Gemeinde Baugé-en-Anjou
- Vaulandry, Gemeinde Baugé-en-Anjou
- Turbilly, Gemeinde Baugé-en-Anjou
- Les Deux Èves, Gemeinde Savigné-sous-le-Lude
- Les Cartes, Gemeinde Thorée-les-Pins
- Thorée-les-Pins